# Роберто Бонинсеня
Роберто Бонинсеня (на италиански: Roberto Boninsegna), роден на 13 ноември 1943 г. е бивш италиански футболист и треньор.
Започва кариерарата си в Серия Б, където играе до 1966 г. преди да бъде привлечен в отбора на Каляри, където си партнира с Джиджи Рива.
През 1969-70 г. преминава в редиците на Интер, където се оформя като един от най-класните италиански нападатели. Още на следващата година става шампион с черно-синия екип, а с отбелязаните 24 гола, Бонинсена печели и голмайсторския приз. На следващата година отново става голмайстор на първенството (22 гола), както и голмайстор на Копа Италия. С Интер изиграва общо 281 мача (197 в Серия А, 55 в Копа Италия и 29 в Европа), в които вкарва 171 гола (113 в Серия А, 36 в Копа Италия и 22 в Европа).